# NGC 2773
NGC 2773 é uma galáxia espiral (S?) localizada na direcção da constelação de Cancer. Possui uma declinação de +07° 10' 27" e uma ascensão recta de 9 horas, 09 minutos e 44,1 segundos.
A galáxia NGC 2773 foi descoberta em 6 de Março de 1864 por Albert Marth.